# Sokol (train)
Pour les articles homonymes, voir Sokol.

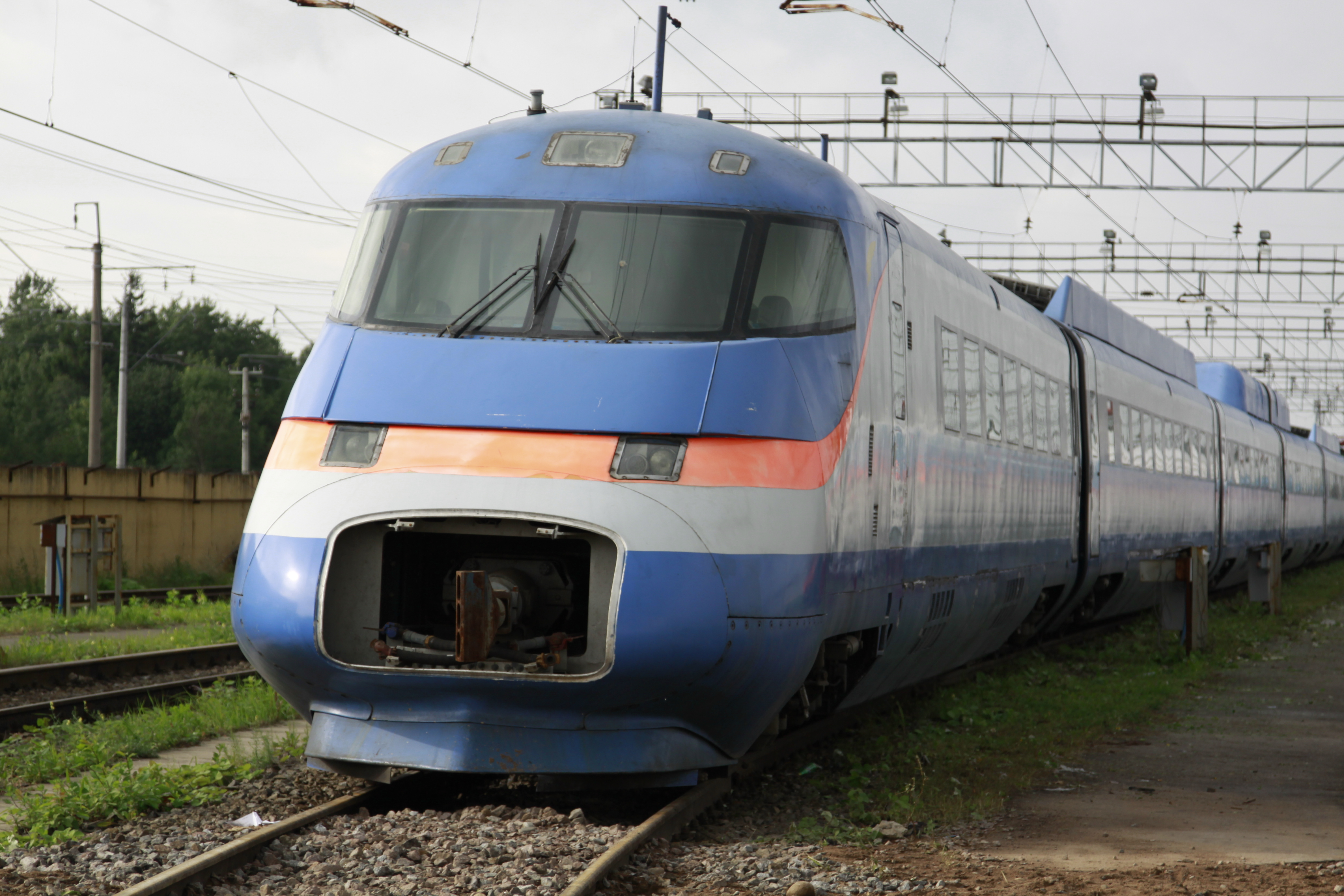
Train Sokol dans un dépôt

Le Sokol (Сокол, « faucon ») est un train à grande vitesse construit par le bureau d'étude Rubin, qui devrait être installé en Russie[Quand ?]. C'est le successeur de l'ER200 sur la ligne Moscou-Saint-Pétersbourg, il devrait atteindre la vitesse de croisière de 300 km/h (maximum 350 km/h). Il est cependant limité à 250 km/h sur des lignes classiques.

## Historique
La conception de ce train est intervenue à la suite de l'adoption en 1988 d'un plan High-speed environmentally friendly transport (transport écologique à grande vitesse).
En 1991, la société VSM, a commencé à travailler, en coopération avec le ministère des Chemins de fer, à la création de la première liaison à grande vitesse russe. 
En 1993, les spécifications du train électrique à grande vitesse Sokol sont approuvées par le ministère.
Entre 1997 et 1998, a été produit un train-prototype pour les premiers tests. Le prototype actuel comporte six wagons.

## Caractéristiques principales
- Entraxe : 1 520 mm
- Vitesse de croisière: 250-300 km/h
- Vitesse maximum: 350 km/h
- Nombre de voitures: 12
- Longueur : 322,8 m
- Masse : 700 tonnes
- Nombre de passagers: 698-832